# José Canet
José Canet ( Buenos Aires, Argentina, 15 de diciembre de 1915 – 10 de marzo de 1984 ) fue un guitarrista, compositor y poeta dedicado al género del tango. Entre sus obras que se destacan se encuentran los tangos Tarde y La abandoné y no sabía cuya música y letra le pertenecen y Los cosos de al lao que compuso con música de Marcos Larrosa.

## Actividad profesional
Aficionado desde chico a la música, recibió de Jesús González las primeras lecciones de guitarra y declaraba su admiración por la ejecución del instrumento por Ignacio Corsini, en especial cuando lo acompañaban Armando Pagés, Rosendo Pesoa y Enrique Maciel. 
En 1933 debutó profesionalmente integrando un conjunto de guitarras con Alonso, Arana y Arrieta para acompañar al cantor Santiago Devin. Trabajó profesionalmente en diferentes conjuntos, acompañó a Dorita Davis y perteneció al elenco de Radio Stentor; su paso decisivo fue cuando comenzó a acompañar al cantor Alberto Gómez, quien anteriormente había cantado, entre otros, acompañado con los guitarristas Manuel Parada, Vicente Spina y José Aguilar.
Dice el crítico Oscar del Priore  que Canet es “el prototipo del clásico guitarrista tanguero, dispuesto siempre a unir su guitarra a una voz de tango… uno de los pocos guitarristas que logró evadir las influencias de Roberto Grela, creador de toda una escuela en el tango. Su estilo estaba enraizado en forma directa a los conjuntos de guitarras clásicos. En muchas de sus actuaciones agregó al trío o cuarteto de guitarras otros instrumentos de cuerda: contrabajo, violines y violonchelo.” 
Por aproximadamente treinta años Canet acompañó a Gómez y ambos son recordados como embajadores del tango en América Latina, por las giras que realizaron en la región. Más adelante, Canet acompañó a cantores del nivel de Oscar Alonso, Alfredo Dalton, Gloria Díaz, Juanita Larrauri, Mariano Leyes,  Alberto Marino, Roberto Medina, Nelly Omar, Guillermo Rico y Jorge Vidal además de dar conciertos de guitarra en Radio Belgrano y en LV3 de Córdoba, emisora en la que actuaba junto al violinista Abel Lizarrago, presentados como La Guitarra Viajera y el Violín Romántico. Organizó en 1959 el “Quinteto Garufa”, con bandoneón, guitarra, contrabajo y la voz de Héctor Alvarado, un conjunto con estilo desenfadado y alegre que actuó en radio y televisión además de animar bailes en Mar del Plata, donde Así se baila el tango era uno de sus mayores  éxitos. A mediados de la década de 1960 abrió el local nocturno “El rincón de José Canet”, que funcionó unos cuatro años en un sótano de Callao 451 de Buenos Aires.
El 27 de julio de 1972, impulsada por Canet, Nelly Omar retornó a la actividad profesional y fue acompañada por el guitarrista en muchas presentaciones y grabaciones para los sellos RCA Victor y Embassy hasta el año 1981, en que Canet queda impedido por una hemiplejía. 
José Canet murió en Buenos Aires el 10 de marzo de 1984 y Nelly Omar comentó:

"Pocas veces me sentí tan bien acompañada profesionalmente como con José, porque él no se quedaba en la fachada del tango, sino que calaba hondo en los sentimientos".

## Compositor
En 1935 compuso una de sus primeras obras, el vals Me besó y se fue, que después de ser estrenado por su amigo de la adolescencia Hugo del Carril fue interpretado, entre otros cantantes, por Nelly Omar, Enrique Campos y Luis Cardei. Su letra cuenta una historia con imágenes muy bien logradas que podrían ser la base de una película: un joven pueblerino que se enamora de una misteriosa mujer llegada de la ciudad, como dice la letra “una diosa que llegó a mi pueblo, a olvidar su hastío vencida tal vez, se arrulló en mi canto divina, tirana y una gris mañana me besó y se fue”.
En 1938, recibió del poeta y periodista Amleto Vergiati, para musicalizar, unos versos titulados Javier Pardales, un personaje imaginario del barrio de los Corrales. Canet se puso a la tarea y sugirió cambiar aquel nombre por Centeya, a lo cual accede Vergiati, reemplazando además Corrales por Pompeya por razones de rima. La letra original hacía alusión a “la cortada de Arena”, una  calle –cortada- llamada Arena ubicada en el barrio por entonces llamado de los Corrales, por lo que al cambiar la letra pusieron arena con minúscula para no tergiversar la geografía.
Así crearon la milonga “Julián Centeya”, nombre que además comenzó Vergiati a usar como seudónimo en reemplazo de “Enrique Alvarado” que utilizaba hasta entonces.
En 1943 compuso La abandoné y no sabía, un tango que al año siguiente estrenó Roberto Chanel con la orquesta de Osvaldo Pugliese y luego interpretaron, entre otros, Raúl Berón y Ariel Ardit, con una historia gráficamente reflejada en el título.
La mayoría de los críticos opina que la obra que significó el punto más alto de su trayectoria fue el tango Tarde, que le estrenó Nelly Omar, ese que arranca “De cada amor que tuve tengo heridas, heridas que no cierran y sangran todavía ¡Error de haber querido ciegamente matando inútilmente la dicha de mis días!”. Al igual que La abandoné y no sabía retrata el fracaso del hombre enamorado y culmina con el grito angustioso, definitivo: “¡Todo te lo di! ¡Todo lo perdí! Siempre puse el alma entera, de cualquier manera, soportando afrentas y al final de cuentas me quedé sin fe”.
Los cosos de al lao, con letra de Canet y música del violinista y compositor Marcos Larrosa, es para Eduardo Bernal una "verdadera pintura de arrabal" en tanto Manuel Adet señala que el tango no se limita a los versos costumbristas o descriptivos, sino que también contiene una historia: la joven que a los 14 años abandonó su hogar y ahora vuelve con un hijo cuyo bautismo motiva una fiesta.
Otras de sus obras que se recuerdan en especial fueron Sigo queriéndote igual; Hoy al recordarla, grabada el 31 de julio de 1945 por Carlos Di Sarli con Jorge Durán; Y dicen que no te quiero, que grabaron las grandes orquestas de la década de 1940, destacándose la notable versión de Francini-Pontier con Raúl Berón de 1947; De 6 a 7, de 1944, con una excelente versión de Ricardo Tanturi con la voz de Enrique Campos, todas con letra y música de su autoría, y Mi bolita cachuza, con letra de S. H. Lonne y José Canet; Serpentinas de esperanza, con letra de Afner Gatti y Amar y callar, sobre versos de Nelly Omar que, también grabara Argentino Ledesma con su orquesta, Néstor Soler con la orquesta de Jorge Dragone así como por otros intérpretes incluida la propia Nelly Omar.
Canet explicaba la génesis de dos de sus temas:

"Las dos composiciones que más me acercan al espíritu de Buenos Aires, de sus habitantes, las escribí en el extranjero: La abandoné y no sabía, en Chile durante el año 1943, y Tarde, en Caracas en 1947. Claro que no es difícil comprender que estando lejos de la patria es cuando nos envuelven con más fuerzas, como si nos quedáramos en carne viva, las cosas vinculadas con nuestra gente, nuestras calles, los episodios comunes de un país poblado por soñadores".